# Vivian Barbot
Pour les articles homonymes, voir Barbot.
 (septembre 2024).
Vivian Barbot, née le 7 juillet 1941 à Saint-Marc (Haïti), est une femme politique, féministe et syndicaliste canado-haïtienne, active au Québec. 
De 2001 à 2003, elle est présidente de la Fédération des femmes du Québec. Elle est députée à la Chambre des communes pour la circonscription montréalaise de Papineau sous la bannière du Bloc québécois de janvier 2006 à octobre 2008. De mai à décembre 2011, elle assume l'intérim comme cheffe du Bloc québécois, devenant ainsi la première personne noire à diriger un parti politique fédéral canadien. De plus, Barbot est également la première femme à diriger le Bloc Québécois.

## Biographie
Vivian Barbot est professeure de français au Cégep de Victoriaville, de 1983 à 2001. Durant cette période elle milite au sein de son syndicat d'enseignants, et préside la Fédération des enseignants et enseignantes de Cégeps (FEC/CEQ) en 1991 et 1992.
Elle milite longtemps au sein d'organisations féministes et syndicales au Québec. En 2001, elle succède à Françoise David à la présidence de la Fédération des femmes du Québec pour deux ans. Elle est également membre du conseil d'administration du club politique formé au sein du Parti québécois, le SPQ libre, qui est dissocié du parti en 2010.
Lors des élections fédérales canadiennes de 2006, Vivian Barbot est élue députée à la Chambre des communes pour la circonscription montréalaise de Papineau sous la bannière du Bloc québécois. Elle est élue avec une majorité de 990 voix sur l'ex-ministre libéral Pierre Pettigrew. Vivian Barbot est la première femme haïtienne à être élue députée du Canada. Elle perd son siège au profit de Justin Trudeau lors des élections du 14 octobre 2008. Tentant un retour, elle est de nouveau la candidate bloquiste dans la circonscription de Papineau lors des élections fédérales de 2011, mais elle est à nouveau défaite par le député sortant. En sa qualité de vice-présidente du Bloc québécois, elle assure l'intérim à la tête du parti entre mai et décembre 2011.

## Formation académique
- Maîtrise en éducation interculturelle (M.Sc.) de l'Université de Sherbrooke (1988-1994)
- Obtention du certificat d'aptitudes pédagogiques à l'enseignement secondaire (CAPES) à l'Université de Sherbrooke (1975-1976)
- Baccalauréat spécialisé en études littéraires à l'Université du Québec à Montréal (1972-1975)
- Étude de la langue espagnole à Buenos Aires, Argentine (1965-1967)
- Études secondaires à l'Institut St-Pierre, Couvent des Oiseaux, Brunoy, France (1957-1960)

## Engagement politique et communautaire
- Professeure de français au Cégep de Victoriaville (1983-2001)
- Présidente de la FEC/CEQ (Fédération des enseignantes et enseignants de cégeps) (1991-1992)
- Professeure d'anglais langue seconde au primaire - commission scolaire Acton Vale (1983-1984)
- Professeure de français et d’anglais au primaire et au secondaire, en Estrie et en Montérégie (1979-1984)
- Voyage en Afrique dans le cadre d'un projet de coopération internationale avec le SUCO. Travail bénévole au Rwanda en tant que professeure de français auprès d'un groupe de femmes de milieu défavorisé. Sensibilisation aux problèmes du sous-développement dans plusieurs pays africains : Rwanda, Burundi, Kenya, Bénin, Burkina Faso, Togo et Nigeria (1979-1980)
- Professeure de français, langue seconde au Centre d'orientation et de formation des immigrants (COFI) de Sherbrooke (1976-1977)
- Mise sur pied et administration, en collaboration avec un groupe d'étudiantes et d'étudiants de niveau collégial et universitaire, d'un camp d'été pour enfants noirs de la ville de Montréal, au collège Loyola (1972)
- Secrétaire dans différentes entreprises commerciales et à l'Organisation de l'aviation civile internationale (OACI) à Buenos Aires et à Montréal (1968-1972)
- Coordonnatrice et coauteure du recueil de textes D'ailleurs et résolument d'ici publié chez Richard Vézina (2010)
- Membre du conseil d'administration de la Société de développement de la Ville de Montréal
- Membre du conseil d'administration du conseil de la souveraineté du Québec
- Membre du conseil d'administration des Syndicalistes et progressistes pour un Québec libre (SPQ libre, 2008-2010)
- Ambassadrice de l'association des diplômées et diplômés de l'Université de Sherbrooke (depuis 2002)
- Vice-présidente de la Fédération des femmes du Québec (FFQ, 1999-2001)
- Membre du conseil d'administration de la Fédération des femmes du Québec (FFQ, 1998-2003)
- Membre du conseil des relations interculturelles du ministère de la Citoyenneté et de l'Immigration (2000-2001)
- Membre du conseil d'administration de la Ligue des droits et libertés (1993)
- Membre du Groupe régional de concertation sur l'immigration (GRCI) de la région de Mauricie-Bois-Franc
- Membre du conseil d'administration de l'Association des professionnels de l'enseignement du français au collégial (APEFC)
- Membre de l'exécutif du syndicat de enseignantes et enseignants du Cégep de Victoriaville et vice-présidente (1992-1993)
- Membre du Service interculturel collégial (SIC), organisme voué à la promotion de l'éducation interculturelle au collégial
- Membre du comité des pratiques syndicales de la fédération des enseignantes et des enseignants de Cégep (FEC), affiliée à la CEQ (1991)

## Détail des fonctions
- Présidente par intérim du Bloc québécois (2011)
- Vice-présidente du Bloc québécois (2009-2012)
- Députée du Bloc québécois à la Chambre des communes du Canada (2006-2008)
- Leader parlementaire adjointe du Bloc québécois (2008)
- Porte-parole du Bloc québécois en matière de Francophonie et Langues officielles (2006-2008)
- Porte-parole adjointe du Bloc québécois en matière d'Affaires étrangères (2006-2008)
- Porte-parole du Bloc québécois en matière d'Affaires intergouvernementales (2007)
- Présidente directrice générale de la Fédération des femmes du Québec (2001-2003)

## Résultats électoraux
|       | Candidat               | Parti              | # de voix | % des voix |
|       | Shama Chopra           | Conservateur       | +02 021,  | 4,73 %     |
|       | Vivian Barbot          | Bloc québécois     | +11 091,  | 25,93 %    |
|       | (x) Justin Trudeau     | Libéral            | +16 429,  | 38,41 %    |
|       | Marcos Radhamés Tejada | NPD                | +12 102,  | 28,29 %    |
|       | Danny Polifroni        | Vert               | +00806,   | 1,88 %     |
|       | Peter Macrisopoulos    | Marxiste-léniniste | +00228,   | 0,53 %     |
|       | Joseph Young           | Indépendant        | +00095,   | 0,22 %     |
| Total | Total                  | Total              | 42 772    | 100 %      |

|       | Candidat                 | Parti          | # de voix | % des voix |
|       | Mustaque Sarker          | Conservateur   | +03 262,  | 7,63 %     |
|       | Vivian Barbot (sortante) | Bloc québécois | +16 535,  | 38,69 %    |
|       | Justin Trudeau           | Libéral        | +17 724,  | 41,47 %    |
|       | Costa Zafiropoulos       | NPD            | +03 734,  | 8,74 %     |
|       | Ingrid Hein              | Vert           | +01 213,  | 2,84 %     |
|       | Mahmood Raza Baig        | Indépendant    | +00267,   | 0,62 %     |
| Total | Total                    | Total          | 42 735    | 100 %      |

|                         | Nom                        | Parti politique         | Voix   | %       | Majorité |
| ----------------------- | -------------------------- | ----------------------- | ------ | ------- | -------- |
|                         | Vivian Barbot              | Bloc québécois          | 17 775 | 40,75 % | 990      |
|                         | Pierre Pettigrew (sortant) | Libéral                 | 16 785 | 38,48 % |          |
|                         | Mustaque A. Sarker         | Conservateur            | 3 630  | 8,32 %  |          |
|                         | Marc Hasbani               | NPD                     | 3 358  | 7,7 %   |          |
|                         | Louis-Philippe Verenka     | Vert                    | 1 572  | 3,6 %   |          |
|                         | Peter Macrisopoulos        | Marxiste-léniniste      | 317    | 0,73 %  |          |
|                         | Mahmood-Raza Baig          | Action canadienne       | 185    | 0,42 %  |          |
| Total des votes valides | Total des votes valides    | Total des votes valides | 43 622 | 100 %   |          |